# Битва при Ариции
Битва при Ариции — сражение в 506 или 504 до н. э. между этрусской армией и войском латинов и кумских греков.
После заключения мира между Римом и Порсенной царь Клузия передал половину армии сыну Аррунту, и тот выступил против города Ариции. После двух лет войны этруски столкнулись с коалицией городов Анция, Тускула и греков из Кум, пришедших на помощь арицийцам. В решающем сражении, состоявшемся под стенами Ариции, Аррунт вначале имел успех, атаковав превосходящие силы противника и опрокинув латинов, но затем греческий командующий Аристодем ударил в тыл этрускам, увлекшимся преследованием, окружил и разгромил их армию. Аррунт погиб в сражении. Остатки этрусских войск укрылись в Риме .
По словам античных историков, римляне оказали помощь этрускам из великодушия. Часть этрусков решила остаться в Риме, где им выделили для поселения район, получивший название Этрусского квартала. Дионисий добавляет, что Порсенна в благодарность за спасение своих людей вернул римлянам землю на правом берегу Тибра, отошедшую к этрускам по мирному договору .
Исследователи полагают, что битва под Арицией была заключительным эпизодом попытки этрусков установить прямую связь по суше между своими основными территориями (Двенадцатиградием) и Кампанской Этрурией. Рим в это время находился под контролем Порсенны, получившего таким образом доступ в Лаций, и, возможно, был базой для этрусских войск. Это позволяет объяснить предоставление убежища разбитой армии Аррунта. Этрусский квартал в Риме должен был появиться гораздо раньше, и объяснение причин его возникновения у Ливия и Дионисия представляется излишним и натянутым. Можно предположить, что поражение под Арицией означало общую неудачу этрусской экспансии на юг и обусловило упадок кампанских колоний. Рим, вероятно, также освободился от власти царя Порсенны .